# Andrew Martin
Andrew James Robert Patrick Martin (17 de março de 1975 - 13 de março de 2009) foi um lutador de wrestling profissional canadense. Ficou conhecido por suas passagens na World Wrestling Federation (mais tarde World Wrestling Entertainment) com o ring name Test. Trabalhou também para a Total Nonstop Action Wrestling como "The Punisher" Andrew Martin.
Na WWF/E, Martin conquistou o European, Hardcore, e Intercontinental Championship. Além disso, teve sucesso em tag team, vencendo o WCW Tag Team Championship e o WWF Tag Team Championship junto com Booker T.

## Morte
Martin foi encontrado morto em sua casa em Tampa, Flórida, em 13 de março de 2009, quatro dias antes de seu 34º aniversário. A polícia foi chamada depois que um vizinho informou que Martin estava imóvel por várias horas, após vê-lo através de uma janela fora do condomínio. A polícia encontrou seu corpo depois de escalar a varanda do apartamento, descobrindo que ele estava realmente morto. Acredita-se que ele tenha morrido no dia anterior. Sua morte foi provocada por uma overdose acidental de oxicodona. Mais tarde, foi determinado pelo médico Bennet Omalu, o patologista forense, que Martin teve encefalopatia traumática crônica grave, causada por concussões repetidas e lesões subcutâneas na cabeça. Ele foi cremado e seus restos foram enviados para sua família em sua cidade natal de Whitby, Ontário, Canadá. Ele morreu em 2009, aos 33 anos. Exames revelaram que ele fora vítima de uma overdose de medicamentos.
Muita polêmica ainda foi gerada, pois estudos forenses feitos no corpo do lutador revelaram que ele sofria de um mal cerebral conhecido como "CTF" - doença esta que supostamente também teria acometido outro superstar da WWE falecido, Chris Benoit, em 2007, e que lhe teria causado o distúrbio que o levou a matar sua família e cometer suicídio em seguida.